# Юли Це
Юли Це (на немски: Julie Zeh) е германска писателка.

## Биография
Тя е родена на 30 юни 1974 година в Бон в семейството на държавен служител. През 2003 година завършва право в Лайпцигския университет. През 2001 година издава първия си роман „Орли и ангели“ („Adler und Engel“), след което публикува още няколко художествени и документални книги.

## Награди и отличия
- 1999: Preis der Zeitschrift Humboldt Forum Recht
- 2000: Caroline-Schlegel-Preis für Essayistik
- 2002: „Немска награда за книги“
- 2002: „Рауризка литературна награда“
- 2002: „Бременска литературна награда“ (поощрение)
- 2003: „Награда Ернст Толер“
- 2003: „Награда Фридрих Хьолдерлин на град Бад Хомбург“ (поощрение)
- 2004: „Награда Инзелшрайбер“, Зюлт
- 2005: Per-Olov-Enquist-Preis
- 2005: Literaturpreis der Bonner LESE
- 2008: Jürgen Bansemer & Ute Nyssen-Dramatikerpreis
- 2008: Prix Cévennes
- 2009: „Награда Карл Амери“
- 2009: „Литературна награда на Золотурн“
- 2009: „Награда Герти Шпис“
- 2010: Tübinger Poetik-Dozentur
- 2010: Heinrich-Heine-Gastdozentur
- 2013: Frankfurter Poetik-Vorlesungen
- 2013: „Награда Томас Ман на град Любек“
- 2014: „Награда Хофман фон Фалерслебен“[6]
- 2015: Kulturgroschen des Deutschen Kulturrates
- 2015: Hildegard-von-Bingen-Preis für Publizistik
- 2017: Samuel-Bogumil-Linde-Preis
- 2017: Grimm-Gastprofessur an der Universität Kassel
- 2017: Bruno-Kreisky-Preis für das politische Buch, Sonderpreis für ihr bisheriges publizistisches Werk